# 光塔街道
光塔街道（こうとうがいどう）は、広州市越秀区の街道。現行行政地名は光塔街道陶家巷社区、光塔街道七株榕社区などの社区16個がある。面積は1.07km2。

## 地理
広州市越秀区の南西部に位置している。

## 歴史沿革
2013年3月15日、詩書街道を編入。

## 行政区画
16街道を管轄する。
| 番号 | 社区名     | 番号 | 社区名     |
| ---- | ---------- | ---- | ---------- |
| 01   | 馬鞍北社区 | 09   | 師好巷社区 |
| 02   | 雲台里社区 | 10   | 回竜里社区 |
| 03   | 和義巷社区 | 11   | 怡楽里社区 |
| 04   | 杏花巷社区 | 12   | 孝友東社区 |
| 05   | 観緑社区   | 13   | 七株榕社区 |
| 06   | 温良里社区 | 14   | 三元巷社区 |
| 07   | 福地巷社区 | 15   | 陶家巷社区 |
| 08   | 祝寿巷社区 | 16   | 象牙北社区 |

## 施設

### 交通
・地下鉄の駅：